# Kunststof

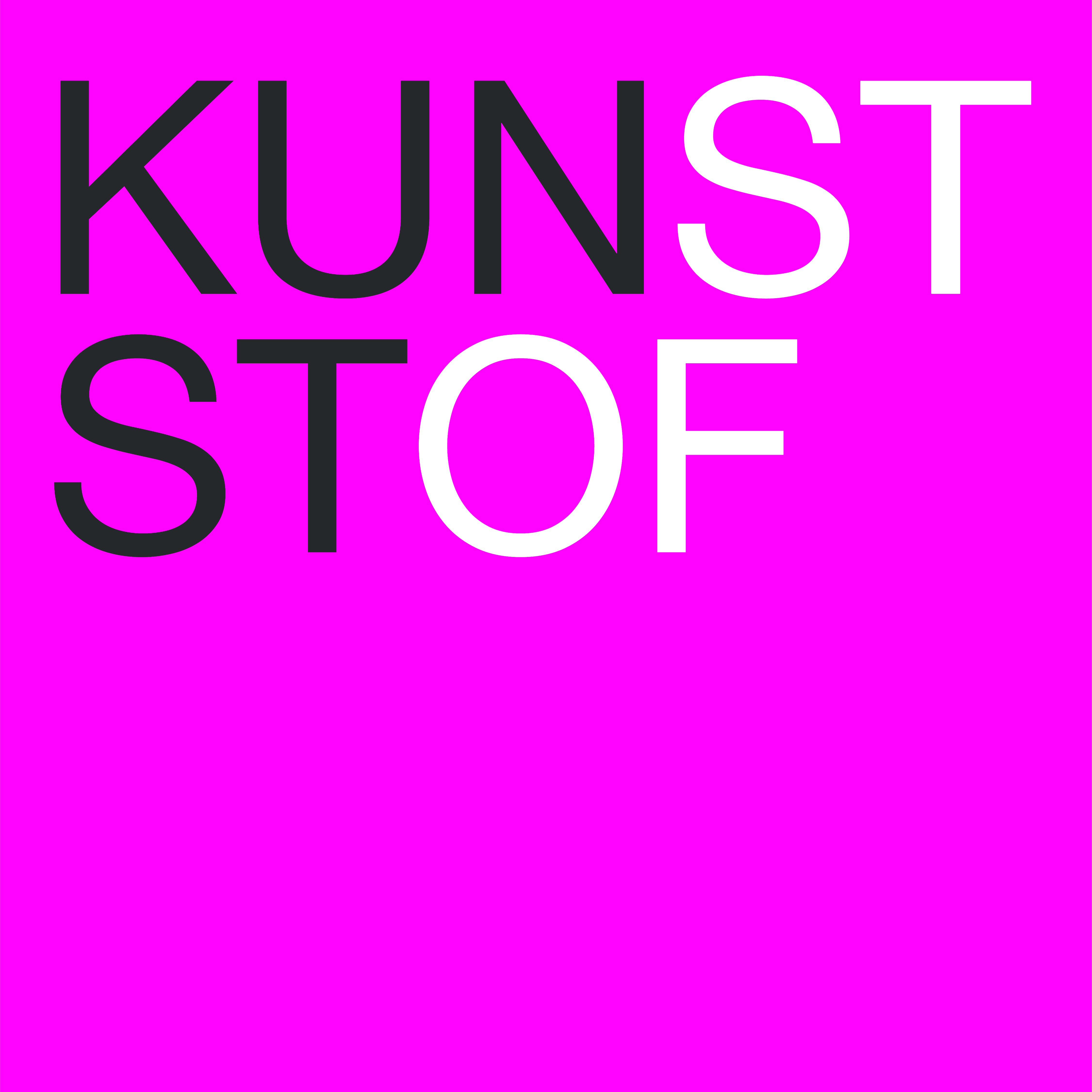
Logo der Sendung Kunststof

Kunststof ist eine von NTR produzierte Kultursendung im niederländischen Hörfunk.

## Inhalte
Es handelt sich bei Kunststof um eine Talkshow, in der ein mehr oder weniger bekannter Niederländer aus dem Kulturbereich (Journalist, Schriftsteller, Dichter, Maler, Musiker usw.) eine Stunde lang über sein Leben und seine Arbeit befragt wird. 
Jede Sendung wird mit einer kurzen Präsentation des jeweiligen Gastes eingeleitet. Am Ende des Interviews wird dem Gesprächsgast „de tegel“ ausgehändigt, eine Keramikkachel auf die er einen eigenen Spruch schreibt; einige der Kacheln sind bei einem Blick ins Studio (Link auf der Website) gerahmt im Hintergrund zu erkennen.

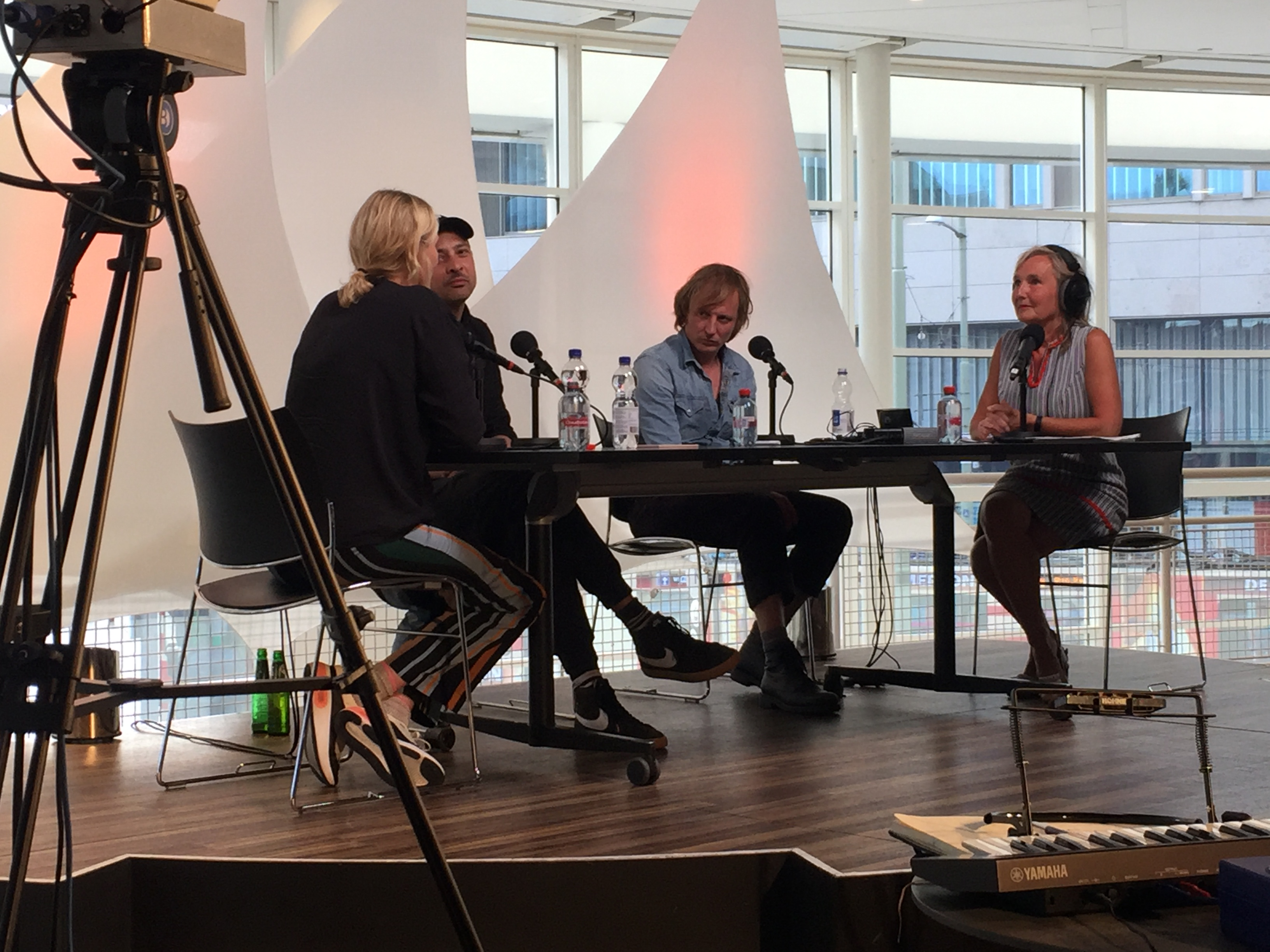
Kunststof unterwegs in Den Haag, 2020, rechts Jellie Brouwer

Die einstündige Sendung Kunststof Radio wird pro Woche an vier Abenden – Montag bis Donnerstag – um 19:00 Uhr auf NPO Radio 1 ausgestrahlt (zwischen 2018 und 2022 eine halbe Stunde später). Die erste Sendung lief am 2. April 2001 über den Äther. Kunststof kann man in etwa als Nachfolger der Sendung Radio Uit betrachten, die acht Jahre lang stets um 17.00 Uhr auf Hilversum 5 (zwischenzeitlich kurz umbenannt in Radio 747) ausgestrahlt wurde. 
Eine langjährige Moderatorin von der ersten Stunde an war Jellie Brouwer (1964–2023). Die Medienschaffende Petra Possel (* 1963) moderierte ebenfalls von Anbeginn und wechselte am 1. Januar 2019 dann zu anderen Formaten.
Das aktuelle Moderatorenteam besteht aus Willemijn Veenhoven, Frénk van der Linden und Andrew Makkinga. (Stand Januar 2025)

## Auszeichnungen
- 2003 gab es das Zilveren Reissmicrofoon für das Format.
- 2007 wurde der Journalismus-Preis De Tegel zuerkannt.

## Fernsehen
Kunststof TV wurde jeden Sonntagmittag auf Nederland 2 ausgestrahlt. Durch die Sendung führte Joost Karhof (1969–2017). Die Sendung startete am 7. September 2008 und endete mit einem Jahresrückblick am 23. Dezember 2014.